# ابراهیم حسن
ابراهیم حسن (عربی: إبراهيم حسن حسين؛ زاده ۱۰ اوت ۱۹۶۶) یک بازیکن فوتبال اهل مصر است.
وی همچنین در تیم ملی فوتبال مصر بازی کرده‌است.